# Президентські вибори у США 1956
Президентські вибори в США 1956 року проходили 6 листопада і були «переграванням» виборів 1952 року: президент Дуайт Ейзенхауер знову переміг кандидата від Демократичної партії Едлая Евінга Стівенсона II так само, як і 4 роки тому. Едлай Стівенсон користувався підтримкою ліберальних демократів, але не мав реальної бази для кампанії. Ейзенхауер був достатньо популярним, хоча стан його здоров'я викликав побоювання. Він закінчив корейську війну, і в умовах економічного підйому та добробуту, в яких перебували Сполучені Штати, ніхто не сумнівався в його перемозі.

## Вибори

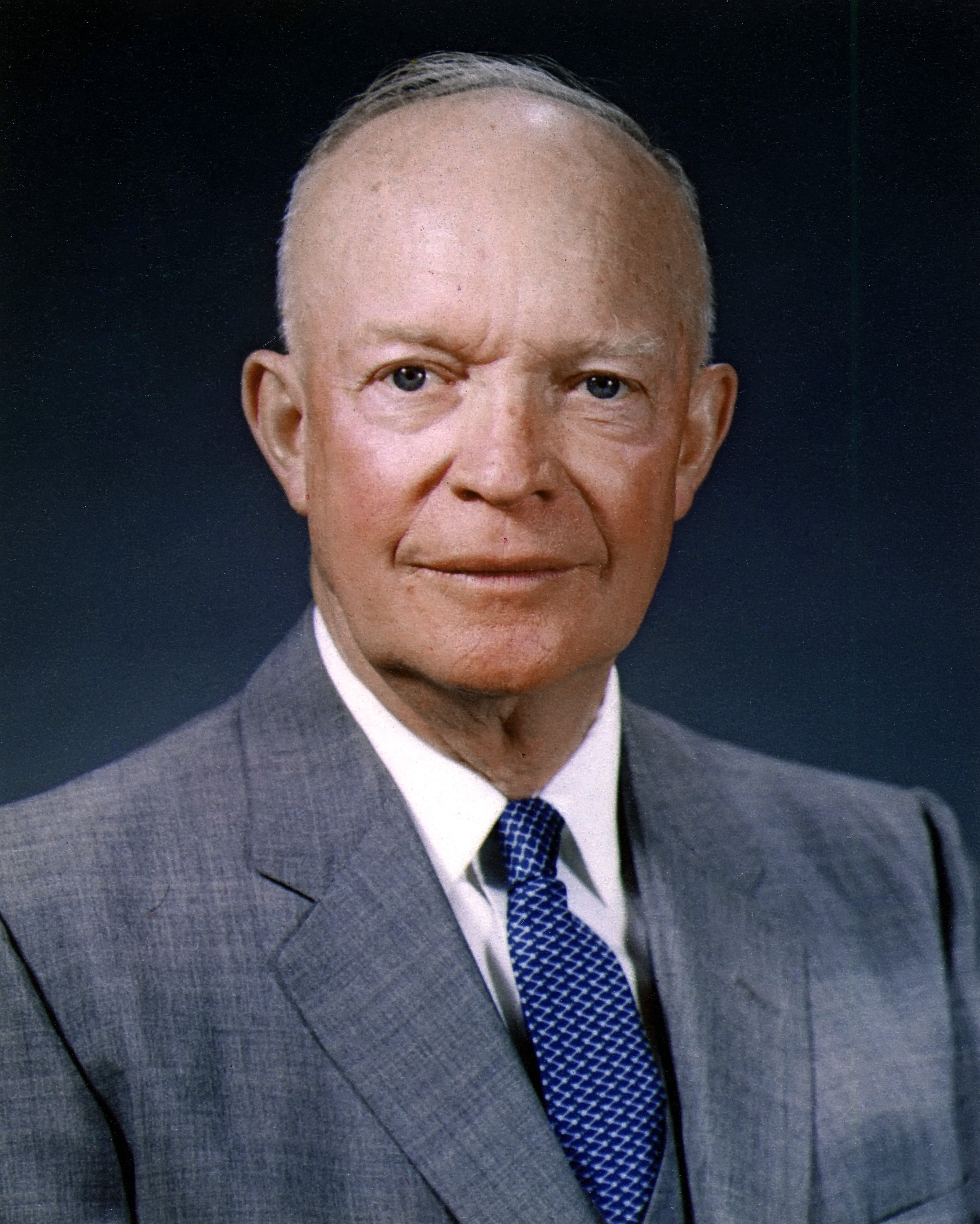
На виборах 1956 року Дуайт Девід Ейзенхауер був переобраний президентом США на другий термін.

### Результати
| Кандидат                   | Партія                 | Виборці    | Виборці | Виборники |
| Кандидат                   | Партія                 | Кількість  | %       | Виборники |
| -------------------------- | ---------------------- | ---------- | ------- | --------- |
| Дуайт Девід Ейзенхауер     | Республіканська партія | 35 579 180 | 57,4 %  | 457       |
| Едлай Евінг Стівенсон II   | Демократична партія    | 26 028     | 42,0 %  | 73        |
| Волтер Джонс               | Демократична партія    | -          | -       | 1 (а)     |
| (незв'язані виборники) (б) | —                      | 196 145    | 0,3 %   | 0         |
| Томас Колеман              | діксікрати             | 107 929    | 0,2 %   | 0         |
| інші                       |                        | 110 046    | 0,2 %   | 0         |
| Всього                     | Всього                 | 62 021 328 | 100 %   | 531       |

- (а)  один із виборників від Алабами замість того, щоби проголосувати за Стівенсона згідно з рішенням виборців його штату, порушив свою обіцянку та опустив бюлетень за суддю зі свого рідного міста Волтера Джонса.
- (б)  виборники, які, на відміну від звичайних, не обіцяють голосувати згідно з результатами виборів. Така ситуація виникала кілька разів в середині 20-го століття, як правило, в середовищі демократів через розбіжності з питань сегрегації та громадянських прав із метою подальшого торгу.